# René Fallet
René Fallet (* 4. Dezember 1927 in Villeneuve-Saint-Georges; † 25. Juli 1983 in Paris) war ein französischer Schriftsteller.

## Leben und Werk
René Fallet war der Sohn eines Eisenbahners. Ab dem 20. Lebensjahr veröffentlichte er (insgesamt 25) Romane, für die er 1950 den Prix du roman populiste und 1964 den Prix Interallié erhielt. 4 seiner Romane wurden ins Deutsche übersetzt. 10 seiner Romane wurden verfilmt. Er selbst schrieb das Drehbuch der Filme Fanfan, der Husar (1952) von Christian-Jaque und Der Rächer von Paris von André Versini (1962, französischer Titel: Horace 62). Von 1951 bis 1973 erschienen seine Gedichte in 5 Bändchen. Er war Mitarbeiter der Wochenzeitung Le Canard enchaîné.
Fallets Romane sind Sozialsatiren und behandeln oft Randfiguren der Gesellschaft. Sie sind in einer bilder- und wortspielreichen, mit Argot untersetzten Sprache geschrieben. Marie-Alice de Beaumarchais nannte sein Werk gleichermaßen humoristisch wie visionär.

## Werke

### Romane
- Banlieue Sud-est. Domat, Paris 1947.
- La fleur et la souris. Domat, Paris 1948.
- Pigalle. Domat, Paris 1949. (Prix du roman populiste, einschließlich der Romane Banlieue Sud-est und La fleur et la souris)
- Le triporteur. Denoël, Paris 1951. (Film von Jack Pinoteau)
  - (deutsch) Augustine, das Dreirad. Zettner, Würzburg 1960.
- Les pas perdus. Denoël, Paris 1954. (Film von Jacques Robin)
- Rouge à lèvres. Éditions de Paris. 1955.
- La grande ceinture. Denoël, Paris 1956. (Film Porte des Lilas, deutsch: Die Mausefalle, von René Clair)
- Les vieux de la vieille. Denoël, Paris 1958. (Film Der Himmel ist schon ausverkauft von Gilles Grangier)
- Une poignée de mains. Denoël, Paris 1959.
- Il était un petit navire. Denoël, Paris 1962. (Film Le drapeau noir flotte sur la marmite, deutsch: Der Seebär von St. Malo, von Michel Audiard)
- Mozart assassiné. Denoël, Paris 1963.
- Paris au mois d’août. Denoël, Paris 1964. (Prix Interallié, Film von Pierre Granier-Deferre, 1966)
  - (deutsch) Paris im August. Zsolnay, Wien 1966.
- Un idiot à Paris. Denoël, Paris 1966. (Film Die Dirne und der Narr von Serge Korber)
  - (deutsch) Ein Idiot in Paris. Zsolnay, Wien 1967.
- Charleston. Denoël, Paris 1967.
- Comment fais-tu l’amour, Cerise ? Denoël, Paris 1969.
- (deutsch) Was macht die Liebe, ma Chérie? Ullstein, Berlin 1971.
- Au Beau Rivage. Denoël, Paris 1970, 2016.
- L’amour baroque. Julliard, 1971.
- La Dame du Luxembourg. Denoël, Paris 1972.
- Le Braconnier de Dieu. Denoël, Paris 1973. (Film von Jean-Pierre Darras)
- Ersatz. Denoël, Paris Roman. 1974.
- Le Beaujolais nouveau est arrivé. Denoël, Paris 1975. (Film von Jean-Luc Voulfow)
- Y a-t-il un docteur dans la salle ? Denoël, Paris 1977.
- Les Yeux dans les yeux. M. Jullian, 1978.
- La soupe aux choux. Denoël, Paris 1980. (Film Louis und seine außerirdischen Kohlköpfe von Jean Girault)
- L’Angevine. Denoël, Paris 1982.

### Dichtung
- Carroll’s. P. Seghers, Paris 1951.
- Testament. P. Seghers, Paris 1952.
- A la fraîche. P. Seghers, Paris 1959.
- 19 poèmes pour Cerise. Denoël, Paris 1969.
- Chromatiques. Poésie 1952–1972. Mercure de France, Paris 1973.

### Weitere Werke
- Georges Brassens. Denoël, 1966, 2001.
- Bulle ou La voix de l’océan. Denoël, 1970, 1985 (Kinderbuch)
- Le Vélo. Julliard, 1972. Denoël, 1992, 2013.
- Les pieds dans l’eau. Mercure de France, Paris 1974. (Anglerbuch)
- Carnets de jeunesse. Bd. 1. 5 mars – 8 août 1947. Bd. 2. 9 août 1947 – 2 août 1948. Bd. 3. 9 septembre 1948 – 25 décembre 1950. 3 Bde. Denoël, Paris 1990, 1992, 1994.